# Andreas Burmeister
Joachim Andreas Burmeister (Burmester) (døbt 14. januar 1782 i København – 1815 sammesteds) var en dansk arkitekt og tømrermester.
Hans forældre var tømrer- og bygmester Ernst Burmeister og Anna Catherina Gockler (Gorgler, Kochler). Han blev optaget på Kunstakademiet i den 2. arkitekturskole juni 1798, vandt den lille sølvmedalje 1799 og den store sølvmedalje 1801 og deltog i guldmedaljekonkurrencerne 1801, 1803 og 1805 uden resultat. Han arbejdede siden som tømrermester.
Andreas Burmeister huskes kun for en række tegninger i Samlingen af Arkitekturtegninger, Danmarks Kunstbibliotek. De fleste af disse viser detaljer af uidentificerede bygningsværker, enkelte vedrører mindre bygningsændringer på Sophienholm ved Bagsværd Sø. Thorvaldsens Museum har også en tegning (købt 1969) af Burmeister: Kyst med ruin med korintiske søjler. Hans tegninger er smukt udførte og vidner om hans solide skoling på Kunstakademiet i den harsdorffske periode. 
Han blev gift 8. februar 1807 i København med Elisabeth Lund. 